# Robert Frank
Robert Frank (ur. 9 listopada 1924 w Zurychu, zm. 9 września 2019 w Nowej Szkocji) – amerykański fotograf nurtu antymomentu drugiej połowy XX wieku.

## Życiorys
Urodził się w zamożnej, żydowskiej rodzinie. Nauki pobierał u fotografów i grafików, co zaowocowało pierwszym albumem 40 zdjęć. W wieku dwudziestu lat Frank opuścił Szwajcarię i wyruszył w swoją wielką podróż – do Ameryki. W 1948 udał się na wielka włóczęgę do Peru i Boliwii.
Po podróży wydał album Peru, następnie udał się do Anglii i Walii. Z fotografii wykonanych w tych krajach powstał jego kolejny album Black White and Things.
Ożenił się z Mery Lockspeiser. W 1953 r. powrócił do Stanów Zjednoczonych. W Nowym Jorku współpracował z domami mody i miesięcznikami m.in. McCall’s, Vogue, Fortune, W 1955 r. dzięki stypendium Guggenheima wyruszył w podróż, której celem jest uchwycenie wszystkich warstw społeczeństwa amerykańskiego. Zdjęcia z tej podróży zebrane w albumie The Americans, wykonane w konwencji surowego realizmu, krytycznego wobec amerykańskiego mitu ziemi obiecanej, odbiły się szerokim echem na całym świecie czyniąc z Roberta Franka jednego z prekursorów kierunku w fotografii zwanego fotografią antymomentyzmu.
Po wydaniu The Americans Frank przeniósł swoje zainteresowane na film. Stworzył w latach 50. i 60. XX w. kilka filmów eksperymentalnych i dokumentalnych wpisujący się w nurt twórczości nazwany później Beat Generation. W latach 70. XX w. wrócił do fotografii, zmieniając jednak swój styl z dokumentacyjnego, na bardziej artystyczny, osobisty, abstrakcyjny i eksperymentalny. Z tego okresu pochodzi jego album The Lines of My Hand stanowiący rodzaj fotograficznej autobiografii artysty.

## Twórczość

### Albumy fotograficzne
- 40 zdjęć – 1946 (produkcja własna)
- Peru – 1949
- Black White and Things – 1952
- The Americans – 1958
- The Lines of My Hand – 1972

### Filmy
- Pull My Daisy – 1952
- Sin of Jesus – 1960
- Cocksucker Blues – 1972

## Nagrody
- 1985: Nagroda im. Ericha Salomona[2].